# 원자가
원자가(原子價)는 어떤 원자가 다른 원자들과 어느 정도 수준으로 공유 결합을 이루는가를 나타내는 척도이다. 예를 들면 탄소의 원자가는 4이고 수소의 원자가는 1이다. 보통 {\displaystyle Z}로 표시하며, 전이금속이 아닌 저주기 원소의 경우에는 옥텟 규칙을 따라 최외각 전자의 수와 8의 차이만큼이 원자가가 되는 경우가 많다. 전이 금속 이온들은 2개 이상의 원자가를 가지고 있기 때문에 전장이 걸리면 원자가 교환이 일어나면서 전자전도가 일어난다. 이러한 것을 호핑전도 플라론전도 라고 한다.예를 들어 탄소의 원자가는 4,질소의 원자가는 3,산소의 원자가는 2라서 NH4라는 것은 불가능하다

## 같이 보기
- 산화수

## 참고 자료
- 이 문서에는 다음커뮤니케이션(현 카카오)에서 GFDL 또는 CC-SA 라이선스로 배포한 글로벌 세계대백과사전의 내용을 기초로 작성된 글이 포함되어 있습니다.